# Kapbuschsee

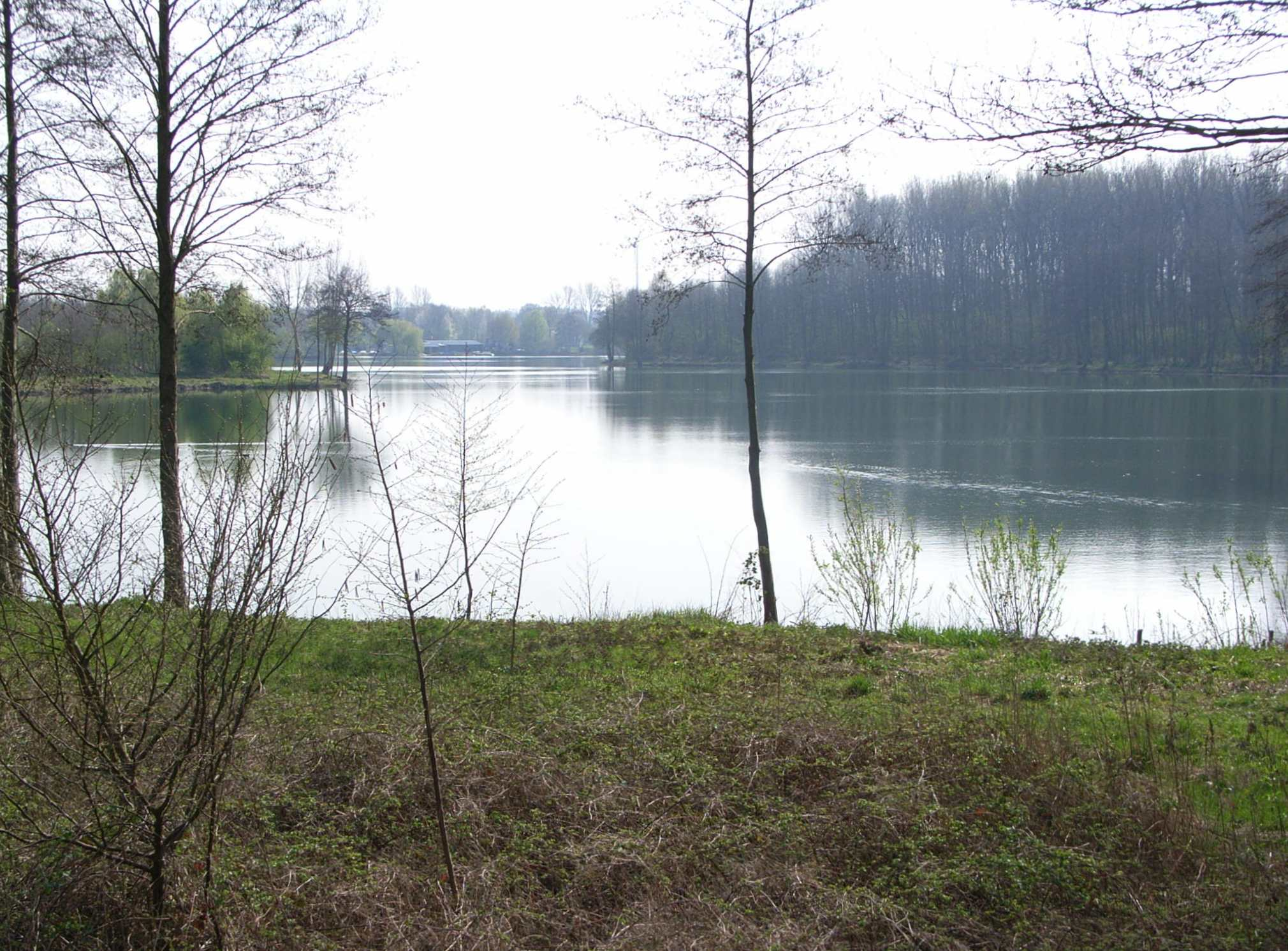
Badesee Kapbusch, im Hintergrund der Kapbusch selbst

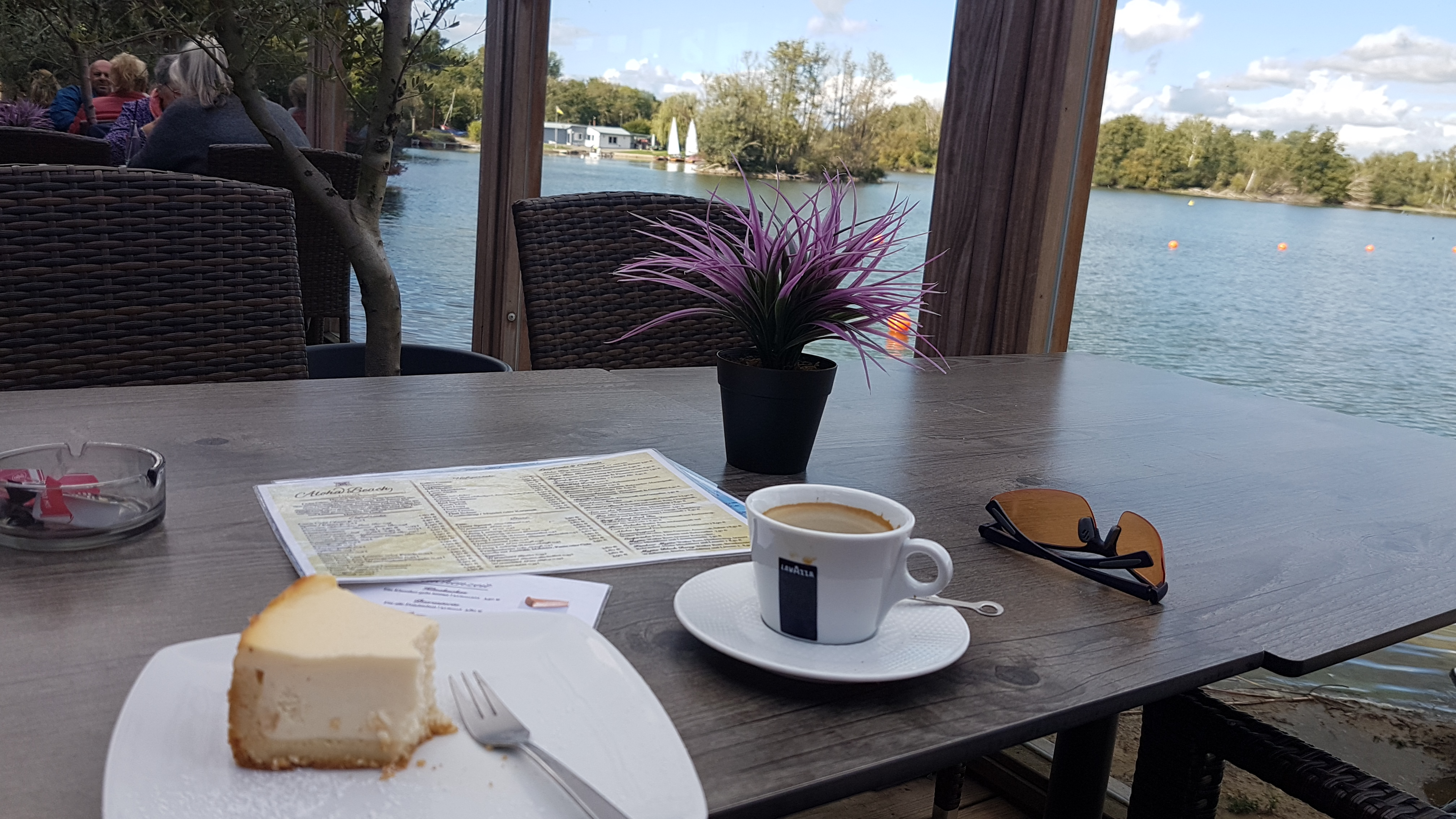
Blick von der Terrasse auf den Kapbuschsee

Der Kapbuschsee ist ein durch Sand- beziehungsweise Kiesabbau entstandener Baggersee im nordrhein-westfälischen Kreis Heinsberg. Er liegt zwischen den Hückelhovener Ortsteilen Hilfarth und Brachelen an der L 364.
Im See befindet sich das Naturbad Kapbusch, ein großes Naturfreibad mit einem von der Stadt Hückelhoven unterhaltenen Freizeitgelände. Die Liege- und Spielfläche beträgt über 50.000 m². Badeaufsicht hat die Deutsche Lebens-Rettungs-Gesellschaft (DLRG). Das Naturbad Kapbusch (der Name kommt von der regionaltypischen Kapbusch-Vegetation) hat einen etwa 14.000 m² großen Schwimmbereich. Der Uferbereich ist mit weißem Sand aufgefüllt, für die sportlichen Gäste steht ein Beachvolleyball-Feld zur Verfügung. Neben einem kleinen Kinderspielplatz ist auch eine Schwimminsel vorhanden. Während der Sommermonate (Mai bis etwa Ende August) sind auf dem Gelände ein Imbisskiosk in Betrieb, sowie Duschen und Toilettenanlagen.  Die Wasserqualität ist nach der EU-Skala „sehr gut“.
Ein für Schwimmer gesperrter Teil des Badesees ist zum Angeln geöffnet. Weiterhin betreibt ein Bootsclub am See den Segelsport.

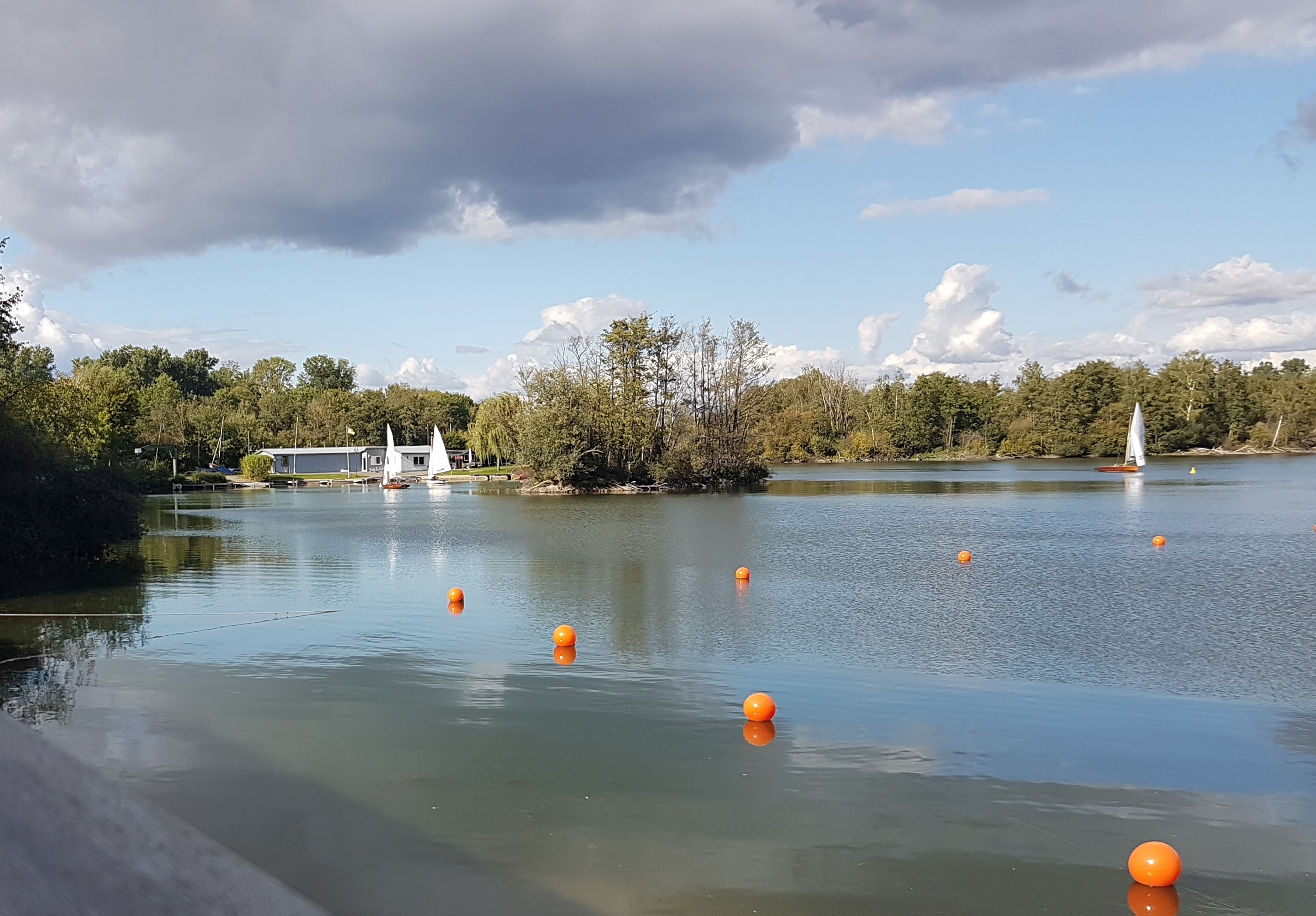
Segelsport auf dem Kapbuschsee

Seit Januar 2009 besteht eine vorläufige Tauchgenehmigung für den Sporttauchverein Hückelhoven. Der Einstieg für alle Taucher erfolgt ausschließlich über das Gelände des Freibades. Gemäß der Nutzungserlaubnis ist das Tauchen ausschließlich Mitgliedern des Sporttauchverein Hückelhoven in der zugewiesenen Tauchzone gestattet.
Im Spätsommer fand in früheren Jahren ein Triathlon statt. Der Erlös eines jährlichen Sommerfests wird für karitative Zwecke, meist an die Kinderkrebshilfe, gespendet.
Am See liegt das "Aloa Beach", ein Restaurant mit Terrasse direkt am Wasser.
Der nördliche Teil des Sees liegt im 89,70 ha großen Naturschutzgebiet Kapbusch (HS-031), ein zusammenhängendes Waldgebiet, das großteils von landwirtschaftlich intensiv genutzten Flächen umgeben ist.  